# Adam Pierończyk

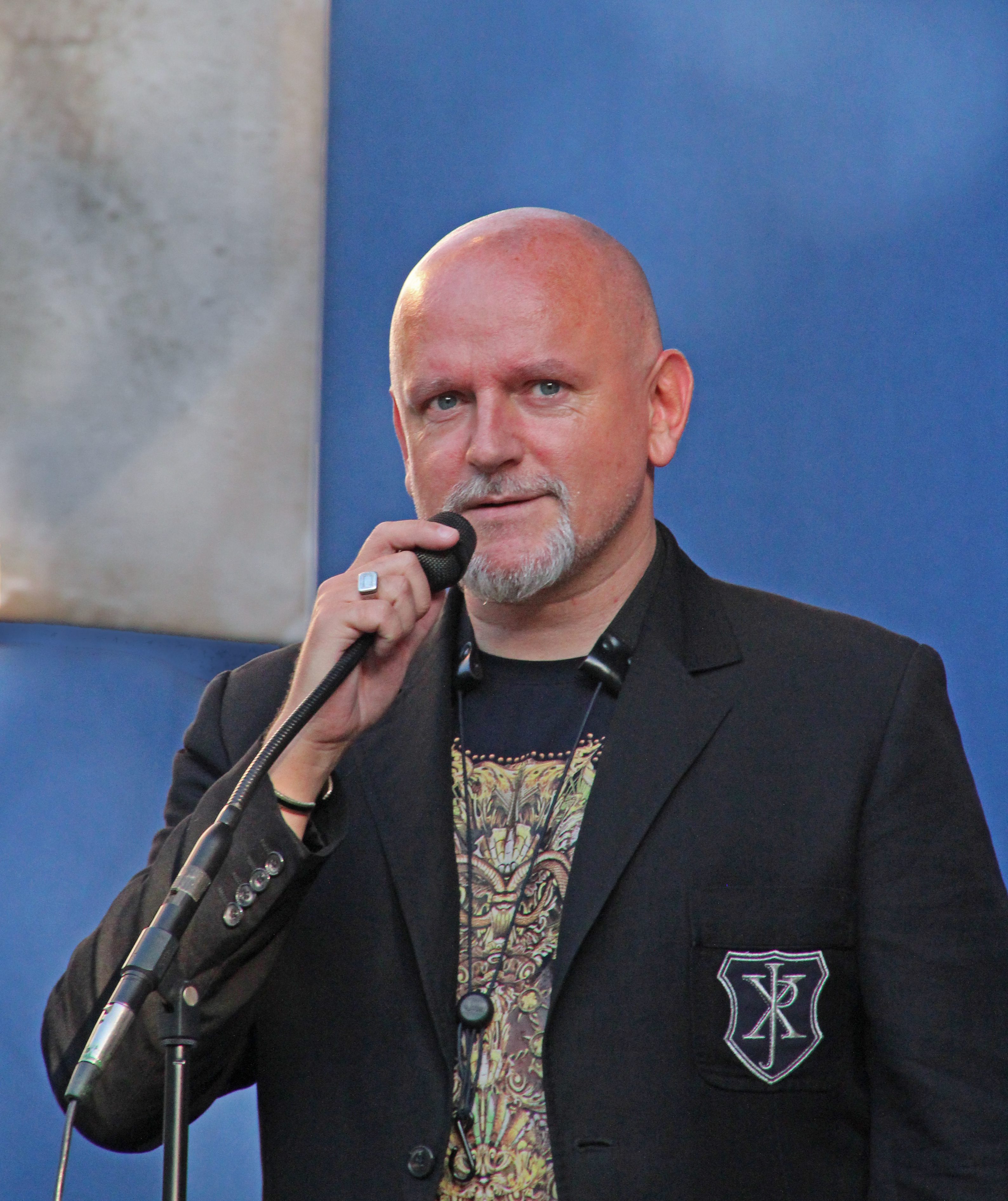
Adam Pierończyk bei Jazz im Palmengarten (2017)

Adam Pierończyk (* 24. Januar 1970 in Elbląg, Polen) ist ein polnischer Jazz-Saxophonist und Komponist.

## Leben
Adam Pierończyk gilt als einer der „größten Innovatoren im polnischen Jazz“ und tritt regelmäßig in der ganzen Welt auf. Pierończyk studierte Musik an der Folkwang Universität der Künste in Essen. In den Jahren 2004–2005 war Adam Pieronczyk künstlerischer Leiter zweier Festivals: Jazz aux Oudayas und Jazz au Chellah in Rabat, der Hauptstadt von Marokko. In den Jahren 2011–2015 baute er die Marke Sopot Jazz Festival als Leiter auf.
Er arbeitete u. a. mit  Sam Rivers,  Archie Shepp, Miroslav Vitous, Gary Thomas, Greg Osby, Bobby McFerrin, Jeff Tain Watts, Trilok Gurtu, Mino Cinelu, Tomasz Stańko, Ted Curson, Avishai Cohen, Ernst Reijseger, Lage Lund, Orlando le Fleming, Joe Martin, Jean-Paul Bourelly, Anthony Cox, Joey Calderazzo und Leszek Możdżer.

## Auszeichnungen
Er wurde zum 15. Mal „bester Sopransaxophonist“ bei der Fachzeitschrift Jazz Forum. Zweimal war er Träger des polnischen Musikpreises „Fryderyk“, als Jazzmusiker des Jahres und für das Album des Jahres; achtzehnmal wurde er für diese Auszeichnung nominiert.

## Diskografie (Auswahl)

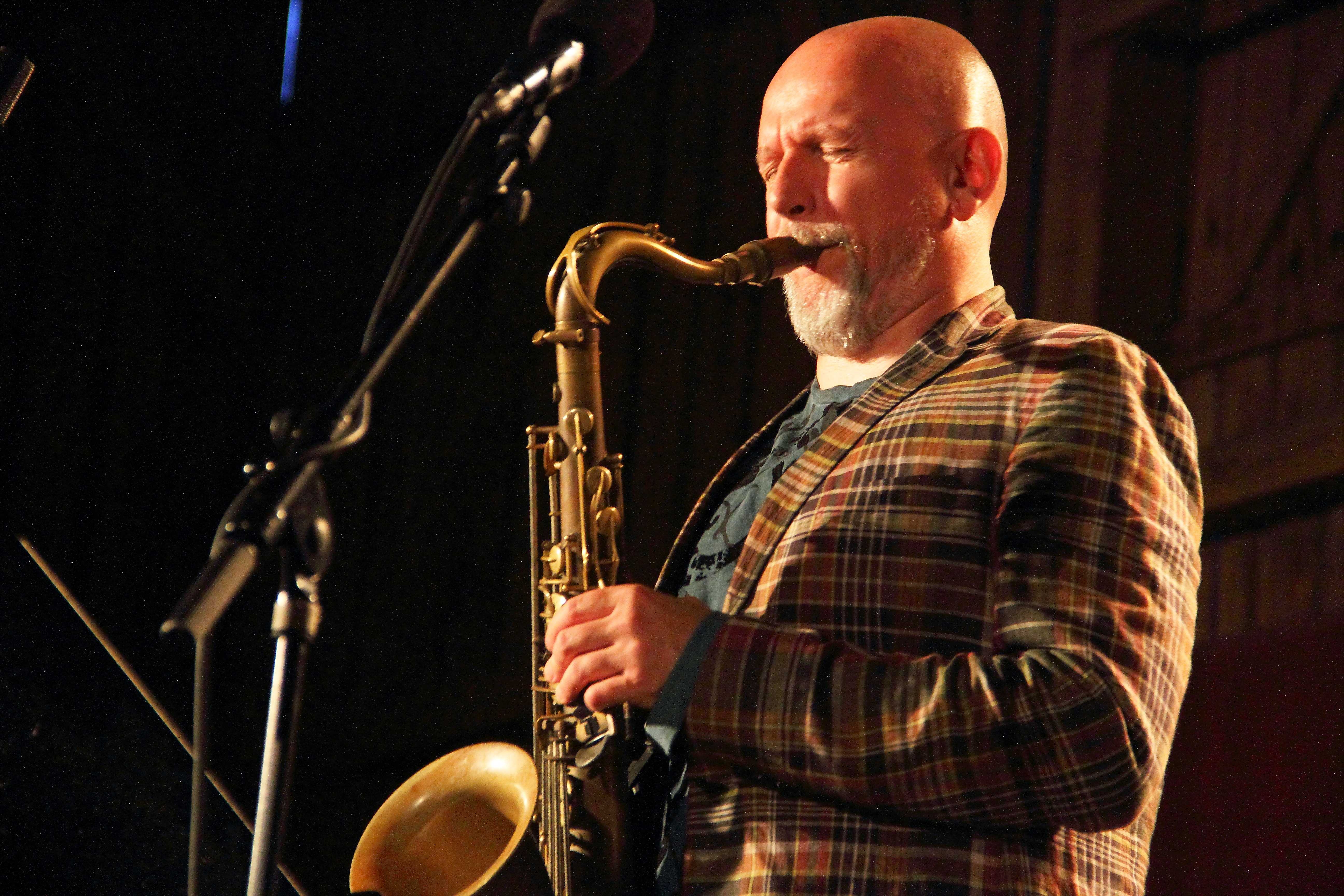
Adam Pierończyk beim INNtöne Jazzfestival 2017

- 1996 – Temathe „Water Conversations“
- 1996 – Anniversary Concert for Hestia
- 1997 – Few Minutes in the Space
- 1998 – Live In Sofia, mit Leszek Możdżer
- 1999 – Plastiline Black Sheep
- 2000 – 19-9-1999, mit Leszek Możdżer
- 2001 – Plastiline Black Sheep, mit Ed Schuller, Jacek Kochan
- 2001 – Digivooco, mit Gary Thomas
- 2003 – Amusos with Mina Agossi
- 2005 – Busem po São Paulo mit Robert Kubiszyn, Krzysztof Dziedzic
- 2007 – Live in Berlin
- 2008 – Life at A38 DVD
- 2010 – El Buscador mit Anthony Cox, Adrian Mears, Krzysztof Dziedzic
- 2010 – Gajcy Szyc Pieronczyk mit Borys Szyc, poemat – Tadeusz Gajcy
- 2010 – Komeda – The Innocent Sorcerer mit Gary Thomas, Anthony Cox, Nelson Veras, Łukasz Żyta
- 2013 – The Planet of Eternal Life - solo soprano album
- 2014 – A-Trane Nights mit Adrian Mears, Anthony Cox, Krzysztof Dziedzic
- 2015 – Adam Pierończyk Migratory Poets, feat. Anthony Joseph mit Anthony Joseph, Nelson Veras, Robert Kubiszyn, John B. Arnold
- 2015 – Wings – mit Miroslav Vitous – duo album
- 2016 – Monte Albán – mit Robert Kubiszyn, Hernan Hecht – trio album
- 2017 – Ad-lib Orbits - mit Miroslav Vitous – duo album
- 2019 - Live at NOSPR - mit Miroslav Vitous - duo album